# 神守村
神守村（かもりむら）は、かつて愛知県海部郡にあった村。
現在の津島市の東部に該当し、日光川、蟹江川に挟まれた地域である。
佐屋街道の宿場町「神守宿」を中心とした村であった。

## 沿革
江戸時代末期、この地域は尾張国海東郡であり、尾張藩領であった。
- 1647年（正保4年） - 佐屋街道神守宿が設置される。宿役は南神守村と北神守村の2村で担っていた。
- 1868年（明治元年） - 日光新田と日光埋田外新田が合併し、日光新田となる。
- 1878年（明治11年） -
  - 南神守村と北神守村が合併し、神守村となる。
  - 日光新田が分割され、下切村、中一色村[3]、宇治村、諸桑村[4] に編入される。
  - 落合新田が分割され、下切村、中一色村、宇治村に編入される。
  - 鬼頭新田が分割され、下切村、中一色村、宇治村に編入される。
- 1889年（明治22年）10月1日 -
  - 百町村、白浜村、高台寺村が合併し、百高村となる。
  - 神尾村、金柳村、莪原村、大坪村が合併し、益和村となる。
  - 葉刈村、大木村、光正寺村、蛭間村、牧野村、寺野村、青塚村が合併し、野間村となる。
  - 百島村、越津村、牛田村、椿市村、宇治村、下切村[5]が合併し、越治村となる。
- 1906年（明治39年）7月1日 - 神守村、百高村、益和村、越治村、野間村が合併し、神守村となる。
- 1913年（大正2年）7月1日 - 海東郡と海西郡が合併し、海部郡となり、神守村は海部郡の所属となる。
- 1955年（昭和30年）1月1日 - 津島市に編入される。

## 交通機関
- 名古屋鉄道津島線
  - 青塚駅

## 学校
- 神守村立神守小学校（現・津島市立神守小学校）
- 神守村立蛭間小学校（現・津島市立蛭間小学校）
- 神守村立神守中学校（現・津島市立神守中学校）